# Розенгейн, Иоганн Георг
Иоганн Георг Розенгейн (нем. Johann Georg Rosenhein; 10 июня 1816, Кёнигсберг — 14 мая 1887, Берлин) — немецкий математик.
В 1835—38 годах слушал лекции в Кёнигсбергском университете и был учеником Якоби. По получении степени доктора философии, Розенгайн был в 1844—48 годах приват-доцентом бреславского университета. С 1851 года состоял приват-доцентом университета в Вене. В 1857 году — профессор математики в кёнигсбергском университете.
Главным предметом его исследований были ультраэллиптические и абелевы функции, в развитии теории которых он вместе с Гёпелем создал особое направление. Парижская академия увенчала премией его труд, напечатанный в «Mémoires des Savants étrangers» (1851) под заглавием «Mémoire sur les fonctions de deux variables et à quatre périodes qui sont les inverses des intégrales ultra-elliptiques de la première classe». Предмет его составляло решение задачи Якоби о нахождении обратных функций абелевых интегралов.
Известны ещё следующие его сочинения: «Exercitationes analyticae in theorema Abelianum de integralibus functionum algebraicarum» (Бреславль, 1844), «Neue Darstell. d. Resultante d. Elimination von z aus zwei algebr. Gleichungen fz=0 und φ z=0, mittels d. Werthe, welche d. Functionen fz und φ z für gegebene Werthe von z annehmen» («Журнал Крелле», XXX, 1846), «Ueber d. hyperellipt. Transcendenten» (там же, XL, 1850).